# Військове училище евелпідів
Військове училище евелпідів або Військова школа евелпідів (грец. Στρατιωτική Σχολή Ευελπίδων — вищий військовий навчальний заклад сухопутних військ Греції, є також найстарішим вищим навчальним закладом сучасної Греції.

## Історія

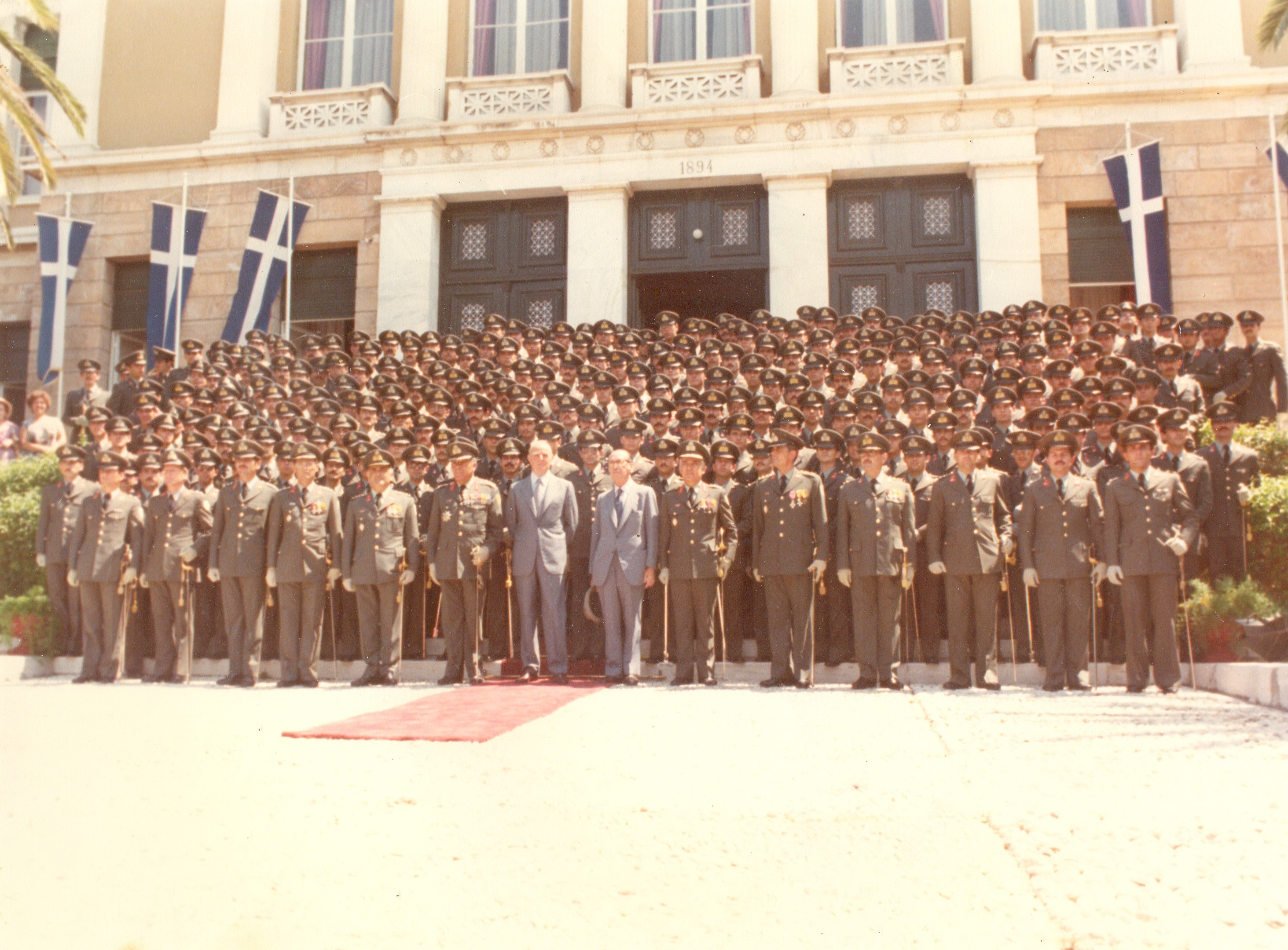
Випуск 1981 року

Училище було організовано в Нафпліон ще за часів Визвольної війни, 1 липня 1828 року указом Іоанна Каподистрії для підготовки офіцерів регулярної армії.
Училище отримало тимчасову назву «Військова школа Греції». Першим її керівником став італієць лейтенант Роміло де Салтелі. Загалом до лав училища вступили 43 курсанти різного віку та рівня знань.
Зрештою Салтелі не мав достатніх знань та якостей для ролі керівника й, того ж року, Каподистрія замінив його, призначивши на цей пост француза, капітана артилерії, Анрі Позьє. У грудні 1828 року Позьє подав новий статут училища, прототипом для якого слугувала французька École Polytechnique, створена Наполеоном. З новим статутом училище функціонувало під назвою «Рота Евелпідів» (грец. Λόχος Ευελπίδων) до 1834 року.
Походження терміна «Евелпідес» ([Εὐέλπιδες, буквально: «носії великих сподівань») є витягом з Фукідіда, де коринфяни змальовуються так їхніми противниками афінянами на знак поваги за сміливість, як носії грандіозних сподівань, що перевищують їхні можливості. Сам Каподистрія дав ім'я «Евелпідес» першим випускникам, підкреслюючи сподівання Греції на освічених офіцерів.
Каподистрія закликав грецьких політиків і командирів іррегулярних загонів надсилати в училище своїх дітей, звідки вони за 3 роки вийдуть молодшими лейтенантами. Проте його заклик не почули, а багато з тих, хто прислав своїх дітей, невдовзі забрали їх, посилаючись на неприйнятну для них дисципліну, яку встановив Позьє.
До кінця 1829 року в училище навчались 40 курсантів. Викладаський корпус складався з 5 офіцерів і 3 цивільних. Вся література й навчальні посібники були перекладами з французької.
Перший випуск — 8 молодших лейтенантів артилерії, відбувся у липні 1831 року. Погони випускникам, серед яких був Панос Коронеос, вручив особисто Каподистрія.
1831 року за дорученням Каподистрії училище очолив російський філеллін та артилерист, який став підполковником грецької армії Микола Райко. Період навчання становив 3 роки. 1834 року навчальний період було збільшено до 8 років. Того ж року «Рота Евелпідів» була переведена на острів Егіна до будівлі Каподистрійського сирітського будинку, й отримала назву «Училище Евелпідів». 1837 училище було переведено до Пірею.

### За короля Оттона
З початком царювання баварця Оттона статут училища було змінено. До 1862 року, коли Оттона було вигнано, училище випускало на рік лише 5 випускників. В офіцерському складі армії все ще переважали або іноземці, в основному баварці, або ветерани Визвольної війни. У той період історії училища німецька мова почала витісняти французьку.
У 1832–1840 роках училище очолював німецький філеллін Едуард фон Райнек. З 1840 до 1844 року училище очолював грецький офіцер Спиридон Спіроміліос.
1843 року відбулось повстання 3 вересня, вимогою якого було проголошення конституції. У повстанні взяв участь і Спіроміліос>. Участь офіцерського училища на чолі зі своїм начальником в революції 1843 року змусила короля Оттона, який вважав училище «своєю особистою справою», переглянути питання контролю й безпеки в королівстві.
З 1844 до 1855 року училище очолював наближений короля підполковник Карадзас, за керівництва якого 1846 року в училищі стався бунт. Для його припинення був викликаний військовий міністр Кіцос Цавелас. 9 курсантів були виключені. Училище було закрито й відкрилось знову 1847 року.
У 1855–1856 роках училище очолював полковник Ставрідіс, а з 1856 до 1862 — знову Карадзас, який також отримав звання полковника, а потім — генерала.
1862 року училище було ще платним і недоступним для бідняків.

### Після Оттона

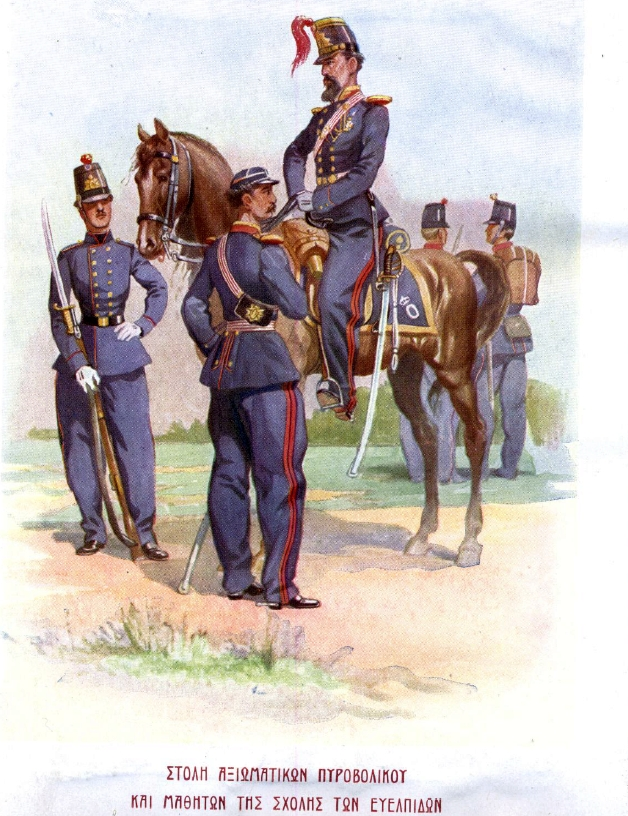
Мундири кадетів 1885 року, малюнок Паноса Аравантіноса. Верхи на коні командир училища Колокотроніс

Після усунення Оттона від влади училище очолювали:
- Петмезас — майор (1862–1863)
- Сапундзакіс — підполковник (1863–1869)
- Гонатас — підполковник (1869)
- Зівмракакіс — підполковник (1869–1877), (1877–1881)
- Антонопулос — майор (1877)
- Колокотроніс — підполковник (1881–1885)
- Манос — полковник (1885–1890), (1891–1894)
- Врускос — підполковник (1891)
- Метаксас — полковник (1894–1895), (1895 −1897)
- Доксас — полковник (1895)
- Яннаріс — полковник (1897–1898)
- Зорбас — підполковник (1898–1906)
- Ампелас — підполковник (1906)
- Константінос Даміанос — підполковник (1906–1907)
- Дімітріос Матфеопулос — підполковник (1907–1908)
- Вултсос — полковник (1908–1909)
- Схінас — підполковник (1909)

З усіх командирів училища того періоду військова історіографія відзначає як «безсумнівно його найкращого керівника» Паноса Колокотроніса, сина Теодороса Колокотроніса (1881–1885). Статут Колокотроніса був чинним до Балканських війн. 1894 року училище було переведено на Марсове поле, до будівель, зведених на кошти мецената Георгіоса Авероффа.

### Балканські війнитаПерша світова війна
1911 року, на тлі реформи армії, пов'язаної з очікуваною війною з Туреччиною, прибула французька військова місія на чолі з генералом Ейду. 1912 року училище очолив французький полковник Гені. За часів Балканських війн 1912–1913 років училище припинило свою діяльність на 6 місяців через мобілізацію та участь курсантів у боях.
1914 року була започаткована «Підготовча рота» з терміном підготовки 10 місяців. Рота була ліквідована за 7 років. 1915 була скасована плата за навчання, що поклало початок вступу до лав училища курсантів з різних суспільних прошарків.
Під час Малоазійського походу 1919–1922 років усі евелпіди взяли участь у військових операціях. 1920 року навчальний період став трирічним, а з 1924 року — чотирирічним. 1928 року офіційними церемоніями було відзначено сторіччя з дня створення училища. З 1934 до 1940 року тривалість навчання знову становила три роки.
З 1909 до 1940 року училище очолювали:
- Антонопулос — підполковник (1909–1910)
- Панайотіс Дангліс — полковник (1910)
- Клавдіанос — підполковник (1910)
- Клеоменіс — полковник (1910–1911)
- Константинос Калларіс — полковник (1911–1912)
- Женен — полковник (1912–1914)
- Негрепонтіс — підполковник (1914, 1915–1916)
- Хадзанестіс — полковник (1914–1915)
- Константинопулос — підполковник (1916–1917, 1920)
- Кладас — підполковник (1917, 1920–1921)
- Влахопулос — підполковник (1917)
- Хадзіміхаліс — полковник (1917–1918)
- Веретас — підполковник (1918)
- Кладас — підполковник (1918)
- Худаліс — полковник (1918–1920)
- Тсондос Вардас — полковник (1921)
- Скарлатос — генерал (1921–1922)
- Вернардос — полковник (1922)
- Теодорос Пангалос — генерал (1922)
- Гонатас — полковник (1922–1924)
- Соліотіс — генерал (1924–1929)
- Кімісіс — генерал (1929–1930)
- Делаграмматіс — генерал (1930–1934)
- Політіс — генерал (1934–1935)
- Георгіос Цолакоглу — генерал (1935–1936)
- Меліссінос — генерал (1936)
- Батас — генерал (1936–1940)

### Друга світова війна
З початком греко-італійської війни 1940 року, в якій грецька зброя принесла першу перемогу країнам антигітлерівської коаліції, евелпіди були мобілізовані. В училищі залишились лише першокурсники.
Після того як на допомогу італійцям 6 квітня 1941 року прийшла німецька армія, училище було закрито 28 травня. Курсанти першокурсники відкинули капітуляцію, підписану генералом Цолакоглу. Не підкоряючись наказам полковника Стімфаліадіса, 300 курсантів забрали прапор училища та під безперервним бомбардуванням німецької авіації перетнули Пелопоннес та зуміли дістатись Криту.

### Повоєнні роки
Після звільнення Греції училище знову почало функціонувати 19 жовтня 1944 року. В ньому продовжили навчання курсанти першого та другого довоєнних курсів, що залишились в живих. Однак через грудневі військові дії між Народно-визвольною армією Греції та британськими військами училище призупинило свою діяльність та відкрилось знову в серпні 1945. Через гостру нестачу офіцерів термін навчання було зменшено до двох років.
1949 навчальний період знову було збільшено до 3 років, 1961 — до 4 років, тоді ж училище набуло статусу вищого навчального закладу. З того ж року училище приймало курсантів і з інших країн.
1982 року училище переїхало до нового комплексу до північно-східного передмістя Афін Варі. 1991 до лав училища вперше вступили жінки-курсанти. Одночасно курсанти училища створили «Полк евелпідів». Полк складається з 2-х батальйонів, у кожному по 5 рот. Батальйони носять імена героїв грецької армії «майора Веліссаріу» та «майора Папарроду».

## Нагороди
Грецька держава нагородила училище:
- 1926 — бойовим прапором
- 1928 Афінська академія наук, на честь сторіччя училища, нагородила його золотою медаллю.
- 1931 училище було нагороджено орденом Військової шани першого ступеня.
- 1943 — Грецький військовий хрест першого ступеня за участь курсантів у греко-італійській війні та греко-німецькій війні періоду 1940–1941 років.
- 1946 — орден Мужності за героїчну діяльність 300 курсантів у битві за Крит.
- 1978 року училище було нагороджено орденом Спасителя.